# Cairon
Cairon är en kommun i departementet Calvados i regionen Normandie i norra Frankrike. Kommunen ligger i kantonen Creully som ligger i arrondissementet Caen. År 2022 hade Cairon 2 044 invånare.

## Befolkningsutveckling
Antalet invånare i kommunen Cairon
Referens: INSEE